# The Judds
The Judds est un duo américain de musique country formé en 1983 à Nashville par Naomi Judd (1946-2022) et sa fille Wynonna Judd (née en 1964).
Le duo a sorti six albums studio chez RCA Records entre 1983 et 1991. The Judds est un des groupes ayant rencontré le plus de succès dans l'histoire de la country, avec plus de 25 singles classés dans les charts (dont 14 classés no 1), 5 Grammy Awards (catégorie Best Country Performance by a Duo or Group with Vocal) et 8 awards de la Country Music Association. Le duo se sépare après huit années en raison des problèmes de santé de Naomi Judd, Wynonna entamant alors une carrière solo.

## Discographie

### Albums studio
| Titre                                                           | Date de sortie    | Classement des ventes | Classement des ventes | Classement des ventes | Classement des ventes | Certifications | Certifications |
| Titre                                                           | Date de sortie    | Country États-Unis    | États-Unis            | Country Canada        | Canada                | États-Unis     | Canada         |
| --------------------------------------------------------------- | ----------------- | --------------------- | --------------------- | --------------------- | --------------------- | -------------- | -------------- |
| Why Not Me                                                      | 15 octobre 1984   | 1                     | 71                    | —                     | 78                    | Double platine | Platine        |
| Rockin' with the Rhythm                                         | 30 octobre 1985   | 1                     | 66                    | —                     | —                     | Platine        | Or             |
| Heartland (titre américain) Give a little love (titre européen) | 2 février 1987    | 1                     | 52                    | —                     | 40                    | Platine        | Or             |
| Christmas Time with the Judds                                   | 1987              | 49                    | —                     | —                     | —                     | Platine        | Platine        |
| River of Time (en)                                              | 9 avril 1989      | 2                     | 51                    | 1                     | —                     | Or             |                |
| Love Can Build a Bridge                                         | 11 septembre 1990 | 5                     | 62                    | —                     | —                     | Platine        | Or             |
| "—" signifie « n'a pas été classé »                             |                   |                       |                       |                       |                       |                |                |

## Récompenses
Academy of Country Music
- Top Vocal Duo : 1984, 1985, 1986, 1987, 1988, 1989, 1990 ;
- Cliffie Stone Pioneer Award : 2013.

Country Music Association
- Horizon Award : 1984 ;
- Single of the Year pour Why Not Me : 1985 ;
- Vocal Group of the Year : 1985, 1986, 1987 ;
- Vocal Duo of the Year : 1988, 1989, 1990, 1991.

Grammy Awards
- Best Country Performance by a Duo or Group with Vocal :
  - 1985 pour Mama He's Crazy,
  - 1986 pour Why Not Me,
  - 1987 pour Grandpa (Tell Me 'Bout the Good Old Days),
  - 1989 pour Give A Little Love,
  - 1992 pour Love Can Build A Bridge.